# Algemene verkiezingen in Kenia (1969)
| Stemverhoudingen in % |
| --------------------- |
|                       |

De algemene verkiezingen in Kenia in 1969 werden op 6 december gehouden. De verkiezingen behelsden de verkiezing van de Nationale Vergadering (parlement) en de verkiezing van een president. Het waren de eerste postkoloniale algemene verkiezingen. President Jomo Kenyatta, aan de macht sinds 1964, werd nu ook formeel in zijn functie bevestigd; hij was de enige kandidaat.

## Aanloop naar de verkiezingen
In aanloop naar de verkiezingen werd de enige serieuze oppositiepartij, de Kenya People's Union (KPU) van Oginga Odinga door de regering verboden. Reden tot het verbod waren de onlusten die in het land ontstonden na de moord op de minister van Economische Planning en Ontwikkeling, Tom Mboya, die op 5 juli 1969 in Nairobi werd doodgeschoten waarvan nooit duidelijk zal worden wie er voor die moord verantwoordelijk was. Mboya, die voorstander was van een prowesterse en economisch liberale koers en een prominent lid van de regeringspartij Kenya African National Union (KANU), had in de loop der tijd vele vijanden gemaakt, onder meer onder de aanhangers van de linkse KPU. De regering liet na de moord op Mboya prominente leden van de KPU, w.o. partijleider Odinga arresteren wegens "subversief gedrag," maar zij werden echter nooit instaat van beschuldiging gesteld voor de moord op Mboya, waarvoor overigens ook geen bewijs was. (De moord berustte mogelijk op een etnisch conflict en niet op een politiek conflict.) De uitschakeling van de KPU maakte van Kenia een de facto eenpartijstaat en bij de verkiezingen van december 1969 konden alleen leden van de KANU zich kandidaat stellen. Wel handhaafde men het districtenstelsel waarbij er meerdere kandidaten waren voor een zetel. Kandidaten moesten een eed van loyaliteit zweren en omgerekend 50 pond sterling inschrijfgeld betalen dat alleen werd terugbetaald aan die kandidaten die ook daadwerkelijk gekozen werden.

## De verkiezingen
De uitslag van de verkiezingen verliep desondanks niet geheel zoals de regering gehoopt had: vijf ministers en 70% van de parlementsleden werden niet herkozen en daarmee toonde de bevolking haar ontevredenheid met de KANU-regering.

## Uitslag
Zoals hierboven aangegeven kwamen alle zetels in de Nationale Vergadering toe aan de Kenya African National Union (KANU). President Kenyatta werd in zijn ambt bevestigd op basis van het feit dat hij de enige kandidaat was.
| Partij                          | Partij                          | Zetels | %    |
| ------------------------------- | ------------------------------- | ------ | ---- |
|                                 | Kenya African National Union    | 158    | 100  |
| Benoemde leden                  | Benoemde leden                  | 12     |      |
| Totaal                          | Totaal                          | 170    | 100  |
| Geregistreerde kiezers/ opkomst | Geregistreerde kiezers/ opkomst |        | 44,6 |
| Bron: Nohlen et al.             |                                 |        |      |